# Arhiepiskop pećki
Arhiepiskop pećki, jedna od triju titula koje nosi poglavar Srpske pravoslavne crkve: arhiepiskop pećki,  mitropolit beogradsko-karlovački i patrijarh srpski.  Naziv titule nastao je od naziva Žičko-pećke arhiepiskopije.